# Avóbriga
Avóbriga ou Abóbriga (a cidade do Avo) era uma cidade relatada por Plínio e Melas localizada perto da foz do Rio Ave, cuja localização é desconhecida. Uma inscrição distante em Águas Flávias menciona o nome de dez cividades, entre as quais a dos Aobrigenses, a transformação de [awo] para [ao] deve-se a diferenças linguísticas. Existem também inscrições em Fermedo e na capital provincial Tarragona.
Dados epigráficos documentam a existência de uma administração municipal, a adaptação do regime municipal nas organização territorial indígena constitui a forma mais generalizada de aplicação do Edito de latinidade no Noroeste peninsular.[carece de fontes?]